# Cyclosorus chingii
Cyclosorus chingii là một loài thực vật có mạch trong họ Thelypteridaceae. Loài này được Z.Y. Liu mô tả khoa học đầu tiên năm 1983.